# Patellapis flavorufa
Patellapis flavorufa är en biart som först beskrevs av Cockerell 1937.  Patellapis flavorufa ingår i släktet Patellapis och familjen vägbin. Inga underarter finns listade i Catalogue of Life.